# Joanna Holcgreber
Joanna Holcgreber (ur. w Łodzi) – polska aktorka teatralna związana z Ośrodkiem Praktyk Teatralnych ,,Gardzienice".

## Życiorys
W 1995 roku dołączyła do zespołu Włodzimierza Staniewskiego. Od tego czasu aktywnie uczestniczy we wszystkich projektach artystycznych i dydaktycznych organizowanych przez OPT ,,Gardzienice". Wspólnie z Mariuszem Gołajem opracowała język gestów (tzw. cheironomia) oparty na ikonografii antycznej, który stał się podstawą treningu studentów Akademii Praktyk Teatralnych, szkoły działającej pod auspicjami Teatru Gardzienice. Wspólnie z Mariuszem Gołajem wyreżyserowała również w 2005 roku spektakl dyplomowy IV i V Akademii Praktyk Teatralnych – Waza François.
Współorganizuje Festiwal Teatrów Młodzieżowych Kalejdoskop.

## Twórczość
- 1995: Carmina Burana, reż. Włodzimierz Staniewski
- 1997: Metamorfozy, reż. Włodzimierz Staniewski
- 2004: Elektra, reż. Włodzimierz Staniewski
- 2007: Ifigenia w A..., reż. Włodzimierz Staniewski
- 2011: Ifigenia w T..., reż. Włodzimierz Staniewski
- 2012: Znak Kaina, reż. James Brennan
- 2013: Oratorium Pytyjskie, reż. Włodzimierz Staniewski
- 2017: Wesele, reż. Włodzimierz Staniewski

## Nagrody
- 2001 Nagroda Kulturalna Samorządu Województwa Lubelskiego[3]
- 2012 Nagroda Kulturalna Samorządu Województwa Lubelskiego[3]
- 2017 Nagroda Kulturalna Samorządu Województwa Lubelskiego[4]